# Aorta descendente
A aorta descendente é dividida em duas porções, a torácica e a abdominal, que correspondem às duas grandes cavidades do corpo na qual está situada.

## Imagens adicionais

Ramos da aorta.